# 12431 Webster
12431 Webster (1995 YY10) là một tiểu hành tinh vành đai chính được phát hiện ngày 18 tháng 12 năm 1995 bởi Spacewatch ở Kitt Peak.